# Coppa Manrico Pasquali
La Coppa Manrico Pasquali era una corsa in linea maschile di ciclismo su strada, svolta fra il 1912 e il 1913 in Italia, nei dintorni della località di Copparo, in Emilia-Romagna.

## Albo d'oro
Aggiornato all'edizione 1913.
| Anno | Vincitore         | Secondo           | Terzo          |
| ---- | ----------------- | ----------------- | -------------- |
| 1912 | Alfredo Tibiletti | Carlo Oriani      | Giovanni Cervi |
| 1913 | Alfredo Sivocci   | Giovanni Barsizia | Giovanni Cervi |